# الشعب الأسود (خولان)

تعديل مصدري - تعديل

الشعب الأسود هي إحدى قرى عزلة بني شداد بمديرية خولان التابعة لمحافظة صنعاء، بلغ تعداد سكانها 589 نسمة حسب تعداد اليمن لعام 2004.